# Геохронологическая шкала
Геохронологи́ческая шкала́ (стратиграфическая шкала) — геологическая временная шкала истории Земли, применяемая в геологии и палеонтологии, своеобразный календарь для промежутков времени в сотни тысяч и миллионы лет. Существуют Международная стратиграфическая шкала, применяемая на Западе, Общая стратиграфическая шкала, применяемая в России, а также отдельные шкалы, применяемые в США, Канаде, Китае, Индии и ЮАР.
Согласно современным общепринятым представлениям, возраст Земли оценивается в 4,5—4,6 млрд лет. На поверхности Земли не обнаружены горные породы или минералы, которые могли бы быть свидетелями образования планеты. Максимальный возраст Земли ограничивается возрастом самых ранних твёрдых образований в Солнечной системе — тугоплавких включений, богатых кальцием и алюминием (CAI) из углистых хондритов. Возраст CAI из метеорита Альенде по результатам современных исследований уран-свинцовым методом составляет 4568,5±0,5 млн лет. На сегодня это лучшая оценка возраста Солнечной системы. Время формирования Земли как планеты может быть позже этой даты на миллионы и даже многие десятки миллионов лет.
Последующее время в истории Земли было разделено на различные временные интервалы. Их границы проведены по важнейшим событиям, происходившим тогда.
Граница между эрами фанерозоя проходит по крупнейшим эволюционным событиям — глобальным вымираниям. Палеозой отделён от мезозоя крупнейшим за историю Земли пермо-триасовым вымиранием видов. Мезозой отделён от кайнозоя мел-палеогеновым вымиранием.

## История создания шкалы
Во второй половине XIX века на II—VIII сессиях Международного геологического конгресса (МГК) в 1881—1900 годах были приняты иерархия и номенклатура большинства современных геохронологических подразделений. Впоследствии Международная геохронологическая шкала постоянно уточнялась.
Конкретные названия периодам давали по разным признакам. Чаще всего использовали географические названия. Так, название кембрийского периода происходит от лат. Cambria — названия Уэльса, когда он был в составе Римской империи, девонского — от графства Девоншир в Англии, пермского — от г. Перми, юрского — от гор Юра́ в Европе. В честь древних племён названы вендский (ве́нды — немецкое название славянского народа лужицких сербов), ордовикский и силурийский (племена кельтов ордо́вики и силу́ры) периоды. Реже использовались названия, связанные с составом пород. Каменноугольный период назван из-за большого количества угольных пластов, а меловой — из-за широкого распространения писчего мела.

## Принцип построения шкалы
Геохронологическая шкала создавалась для определения относительного геологического возраста пород. Абсолютный возраст, измеряемый в годах, имеет для геологов второстепенное значение.
Время существования Земли разделено на два главных интервала: фанерозой и докембрий (криптозой) по появлению в осадочных породах ископаемых остатков. Криптозой — время скрытой жизни, в нём существовали только мягкотелые организмы, не оставляющие следов в осадочных породах. Фанерозой начался с появлением на границе эдиакария (венд) и кембрия множества видов моллюсков и других организмов, сохранившиеся остатки или следы которых позволяют палеонтологии расчленять толщи по находкам ископаемой флоры и фауны.
Другое крупное деление геохронологической шкалы имеет своим истоком самые первые попытки разделить историю Земли на крупнейшие временны́е интервалы. Тогда вся история была разделена на четыре периода: первичный, который эквивалентен докембрию, вторичный — палеозой и мезозой, третичный — весь кайнозой без последнего четвертичного периода. Четвертичный период занимает особое положение. Это самый короткий период, но в нём произошло множество событий, следы которых сохранились лучше других.
| Эон (эонотема) | Эон (эонотема) | Эра (эратема)   | Период (система)       | Эпоха (отдел)   | Начало, лет назад        | Основные события |
| -------------- | -------------- | --------------- | ---------------------- | --------------- | ------------------------ | --- |
| Фанерозой      | Фанерозой      | Кайнозой        | Четвертичный (квартер) | Антропоцен      | примерно c 1950 г. н. э. | Уровень человеческой активности играет существенную роль в экосистеме Земли. |
| Фанерозой      | Фанерозой      | Кайнозой        | Четвертичный (квартер) | Голоцен         | 11,7 тыс.                | Конец последнего ледникового периода. Возникновение цивилизаций |
| Фанерозой      | Фанерозой      | Кайнозой        | Четвертичный (квартер) | Плейстоцен      | 2,588 млн                | Вымирание многих крупных млекопитающих. Появление современного человека |
| Фанерозой      | Фанерозой      | Кайнозой        | Неогеновый             | Плиоцен         | 5,333 млн                | Появились и скорее всего вымерли родственные человеку австралопитеки. Появились первые люди (род Homo). |
| Фанерозой      | Фанерозой      | Кайнозой        | Неогеновый             | Миоцен          | 23,03 млн                | В конце миоцена произошло несколько циклов частичного или практически полного высыхания Средиземного моря. |
| Фанерозой      | Фанерозой      | Кайнозой        | Палеогеновый           | Олигоцен        | 33,9 млн                 | Появление первых человекообразных обезьян. |
| Фанерозой      | Фанерозой      | Кайнозой        | Палеогеновый           | Эоцен           | 56,0 млн                 | Появление первых «современных» млекопитающих. |
| Фанерозой      | Фанерозой      | Кайнозой        | Палеогеновый           | Палеоцен        | 66,0 млн                 | Выделение из парнокопытных предков древних китов. В позднем палеоцене от кондилартр произошли непарнокопытные. |
| Фанерозой      | Фанерозой      | Мезозой         | Меловой                | Меловой         | 145,0 млн                | Первые плацентарные млекопитающие. Вымирание динозавров. |
| Фанерозой      | Фанерозой      | Мезозой         | Юрский                 | Юрский          | 201,3 ± 0,2 млн          | Появление сумчатых млекопитающих и первых птиц. Расцвет динозавров. |
| Фанерозой      | Фанерозой      | Мезозой         | Триасовый              | Триасовый       | 252,17 ± 0,06 млн        | Первые динозавры и яйцекладущие млекопитающие. Карнийское плювиальное событие. |
| Фанерозой      | Фанерозой      | Палеозой        | Пермский               | Пермский        | 298,9 ± 0,15 млн         | Вымерло около 95 % всех существовавших видов (Массовое пермское вымирание). Закончилось формирование Гондваны, столкнулись два континента, в результате которого образовались Пангея и Аппалачские горы. Океан Панталасса |
| Фанерозой      | Фанерозой      | Палеозой        | Каменноугольный        | Каменноугольный | 358,9 ± 0,4 млн          | Появление деревьев и пресмыкающихся. |
| Фанерозой      | Фанерозой      | Палеозой        | Девонский              | Девонский       | 419,2 ± 3,2 млн          | Появление земноводных и споровых растений. Начало формирования уральских гор |
| Фанерозой      | Фанерозой      | Палеозой        | Силурийский            | Силурийский     | 443,8 ± 1,5 млн          | Ордовикско-силурийское вымирание. Выход жизни на сушу: скорпионы; появление челюстноротых |
| Фанерозой      | Фанерозой      | Палеозой        | Ордовикский            | Ордовикский     | 485,4 ± 1,9 млн          | Ракоскорпионы, первые сосудистые растения. |
| Фанерозой      | Фанерозой      | Палеозой        | Кембрийский            | Кембрийский     | 541,0 ± 1,0 млн          | Появление большого количества новых групп организмов («Кембрийский взрыв»). |
| Докембрий      | Протерозой     | Неопротерозой   | Эдиакарий              | Эдиакарий       | ~635 млн                 | Многоклеточные животные — вендобионты и фауна Доушаньто. Разделение Паннотии на континент Гондвана и мини-континенты Балтики, Сибири и Лавразии                                                                           |
| Докембрий      | Протерозой     | Неопротерозой   | Криогений              | Криогений       | ~720 млн                 | Одно из самых масштабных оледенений Земли. Начал формироваться суперконтинент Паннотия |
| Докембрий      | Протерозой     | Неопротерозой   | Тоний                  | Тоний           | 1,0 млрд                 | Начало распада суперконтинента Родиния. Хайнаньская биота |
| Докембрий      | Протерозой     | Мезопротерозой  | Стений                 | Стений          | 1,2 млрд                 | Суперконтинент Родиния, суперокеан Мировия |
| Докембрий      | Протерозой     | Мезопротерозой  | Эктазий                | Эктазий         | 1,4 млрд                 | Первые многоклеточные растения (красные водоросли) |
| Докембрий      | Протерозой     | Мезопротерозой  | Калимий                | Калимий         | 1,6 млрд                 | Раскол Колумбии |
| Докембрий      | Протерозой     | Палеопротерозой | Статерий               | Статерий        | 1,8 млрд                 | Сформировались ядерные живые организмы. Формируется суперконтинент Колумбия. |
| Докембрий      | Протерозой     | Палеопротерозой | Орозирий               | Орозирий        | 2,05 млрд                | Интенсивное горообразование. Вероятно, атмосфера Земли стала окислительной (богатой кислородом) |
| Докембрий      | Протерозой     | Палеопротерозой | Рясий                  | Рясий           | 2,3 млрд                 | Завершается гуронское оледенение. Появляются предпосылки появления ядра у организмов. |
| Докембрий      | Протерозой     | Палеопротерозой | Сидерий                | Сидерий         | 2,5 млрд                 | Пик проявления полосчатых железистых кварцитов. Кислородная катастрофа. Начало гуронского оледенения |
| Докембрий      | Архей          | Неоархей        | Неоархей               | Неоархей        | 2,8 млрд                 | Формирование настоящей континентальной земной коры. Появление кислородного фотосинтеза. |
| Докембрий      | Архей          | Мезоархей       | Мезоархей              | Мезоархей       | 3,2 млрд                 | Раскол Ваальбары |
| Докембрий      | Архей          | Палеоархей      | Палеоархей             | Палеоархей      | 3,6 млрд                 | Завершилось формирование твердого ядра Земли. Формирование первого суперконтинента — Ваальбара |
| Докембрий      | Архей          | Эоархей         | Эоархей                | Эоархей         | 4 млрд                   | Образование гидросферы. Появление примитивных одноклеточных организмов (образовавших строматолиты) |
| Докембрий      | Катархей       | Катархей        | Катархей               | Катархей        | ~4,6 млрд                | ~4,6 млрд лет назад — формирование Земли. |

## Комментарии
1. ↑  Неформальная геологическая эпоха, рекомендованная к принятию на международном геологическом конгрессе, но ещё не одобренная международной комиссией по стратиграфии и не ратифицированная международным союзом геологических наук.